# 蒙特格拉纳罗
蒙特格拉纳罗（義大利語：Montegranaro），是意大利费尔莫省的一个市镇。总面积31.25平方公里，人口13428人，人口密度429.7人/平方公里（2009年）。ISTAT代码为044041。

## 友好城市
- 義大利奥佩阿诺
- 義大利阿耶洛-德尔萨巴托